# Donna nuda davanti al giardino
Donna nuda davanti al giardino è un dipinto a olio su tela (130x162 cm) realizzato nel 1956 dal pittore spagnolo Pablo Picasso.
È conservato nel Stedelijk Museum di Amsterdam.
La figura risulta sproporzionata, nella sua solidità e grandezza, rispetto all'amaca su cui si trova, leggera e sottile.